# Aromes de Rupit
Aromes de Rupit és un licor d'herbes aromàtiques de color groc verdós amb una graduació de 24º, tradicional de la comarca d'Osona. Els ingredients principals són l'aigua, el sucre, l'alcohol i les herbes aromàtiques, essent molt importants la menta i la taronja. És un licor amb de gust intens i final refrescant característiques que el fan idoni per acompanyar els postres.
L'origen d'aquest licor està relacionat amb les tradicionals maceracions i destil·lacions de fruites i herbes naturals del Pirineu català i la Catalunya Central. Va ser patentat als anys 1940.